# Oshi no Ko
Oshi no Ko (推しの子, litt. « Ma Star » ou « L'Enfant d'une Star ») est une série de mangas écrite par Aka Akasaka et dessinée par Mengo Yokoyari. Elle est prépubliée entre 23 avril 2020 et le 14 novembre 2024 dans le magazine Weekly Young Jump de l'éditeur Shūeisha. La version française est éditée par Kurokawa depuis janvier 2022.
Une adaptation en anime produite par le studio Doga Kobo est diffusée d'avril à juin 2023. La série est diffusée en streaming sur Animation Digital Network dans les territoires francophones. Une deuxième saison est diffusée de juillet à octobre 2024. Une troisième saison a été annoncée.

## Histoire

### Prologue
Le gynécologue Gorô Amamiya est chargé d'aider à mettre au monde les enfants d'Aï Hoshino, une idole et chanteuse qu'il admire, mais à l'insu du grand public. Cependant, la nuit de l'accouchement, Gorô est tué par un fan d'Aï et se réincarne en Aquamarine Hoshino, le fils de l'idole, conservant les souvenirs de sa vie antérieure. À son insu sa jumelle, Ruby Hoshino, est également la réincarnation d'une de ses anciennes patientes qui était également fan d'Aï.
Quatre ans plus tard, Aï est tuée par le même fan. Convaincu que les deux meurtres sont liés et organisés par un autre individu, et ayant connaissance du cercle de fréquentations réduit de sa mère, Aqua en déduit que le meurtrier est peut-être son père et décide d'infiltrer l'industrie du divertissement en tant qu'acteur pour le retrouver, le tuer et venger la mort de sa mère dans sa nouvelle vie.

### Synopsis
Douze ans plus tard, Aqua et Ruby, adoptés par Miyako Saito (la propriétaire de l’agence artistique d’Ai, Ichigo Productions), sont devenus lycéens. Ruby rêve de devenir elle-même une chanteuse d’idols et est employée par l’agence familiale. Elle forme un groupe d’idols nommé « B-Komachi » d’après l’ancien groupe d’Aï, avec l’actrice Kana Arima et l'influenceuse Mem-cho, tandis qu’Aqua revient à la comédie. Aqua et Ruby commencent tous deux à construire leur carrière dans le divertissement, Aqua utilisant sa nouvelle relation avec l’actrice Akane Kurokawa comme un moyen de localiser son père.
Au cours d’une production théâtrale, Aqua découvre qu’il partage le même père avec sa co-star, Taiki Himekawa, et qu’il s’est suicidé avant le meurtre d’Ai. Cependant, Aqua apprend par l’intermédiaire d’Akane que leur père pourrait être l’acteur Hikaru Kamiki, qui est toujours en vie. Au même moment, lors d’un tournage pour le clip de B-Komachi, Ruby trouve le cadavre de Gorou et apprend le coupable derrière ses meurtres et ceux d’Ai. Les deux incidents alimentent respectivement les rancunes d’Aqua et de Ruby et les motivent à retrouver leur père. Cependant, alors qu’ils deviennent tous les deux de plus en plus manipulateurs, Aqua et Ruby se retrouvent en désaccord tout au long de leurs tentatives de joindre leur père, perdant finalement confiance l’un en l’autre après qu’Aqua ait divulgué leur lien avec Ai aux médias.
Avec l’aide de Gotanda, Aqua crée un scénario pour un film autobiographique basé sur Ai, intitulé 15 Years of Lies, dans l’espoir d’attirer l’attention d’Hikaru Kamiki. Ruby décroche avec agressivité et succès le rôle principal. Elle est également forcée de faire face à son passé lorsque sa mère de sa vie antérieure finit par être l’une des marraines du film, mais cela l’amène à réaliser la véritable incarnation de l’autre. Aqua va connaître la vérité sur son père et sur toute son histoire, il l’a mettra dans ce film. En essayant de sauver sa sœur suite à des plusieurs événements, Aqua décèdera en emmenant son père avec lui. Il permettra à Ruby de devenir une idole qui surpasse sa mère. Le corps d’Aqua sera retrouvé quelques jours après sa mort, Kana comme elle lui avait dit, le giflera, pendant que son corps sera inerte dans son cercueil.

## Personnages

### Personnages principaux
Aï Hoshino (星野 アイ, Hoshino Ai)
Voix japonaise : Rie Takahashi, voix française : Marie Facundo, drama : Asuka Saitō
Idole très populaire et charismatique. À la suite de la disparition de son père et de l’arrestation de sa mère, elle a vécu jusqu'à ses 12 ans dans un orphelinat. Elle est ensuite repérée par Ichigo Saitô de Ichigo Production qui décide de la lancer dans le showbiz. Elle devient finalement la leader du groupe de chanteuses B-Komachi et excelle dans l'art de mentir, au point de ne pouvoir discerner ses propres sentiments des mensonges qu'elle donne à ses fans. À 16 ans, elle tombe enceinte de jumeaux, un garçon et une fille qu'elle va nommer Aqua et Ruby. Elle décide de les garder et de les cacher au monde entier. Elle met en pause sa carrière pendant sa phase de grossesse pour y retourner après la naissance de ses enfants. À 20 ans, elle est assassinée dans son nouvel appartement et dans les derniers instants de sa vie, elle se rend compte qu'elle aimait vraiment ses enfants.
Aquamarine Hoshino (星野 アクアマリン, Hoshino Akuamarin)
Voix japonaise : Takeo Ōtsuka, Yumi Uchiyama (enfant), Kent Itō (ja) (Gorô), voix française : Martin Faliu, Estelle Darazi (enfant) ,  Damien Boisseau (Gorô), drama : Kaito Sakurai, Ryo Narita (Gorô)
Il s'agit du protagoniste de l'histoire. Son nom de scène est "Aqua". Avant sa réincarnation, il se nommait Gorô Amemiya (雨宮 吾郎, Amemiya Gorō) et était obstétricien et gynécologue dans les collines de la préfecture de Miyazaki. Sous l'influence d'une patiente d'hôpital décédée, Sarina Tendôji, il devient un fan de l'idole Aï Hoshino.
Personnage complexe, il cherche dans le monde du show business à trouver un sens à son existence. Il va créer des liens avec de nombreux jeunes du milieu parfois par opportunisme mais aussi par réelle gentillesse.
Ruby Hoshino (星野 ルビ一, Hoshino Rubii)
Voix japonaise : Yurie Igoma (ja), Tomoyo Takayanagi (ja) (Sarina), voix française : Coralie Thuilier , Geneviève Doang (Sarina), drama : Nagisa Saitō

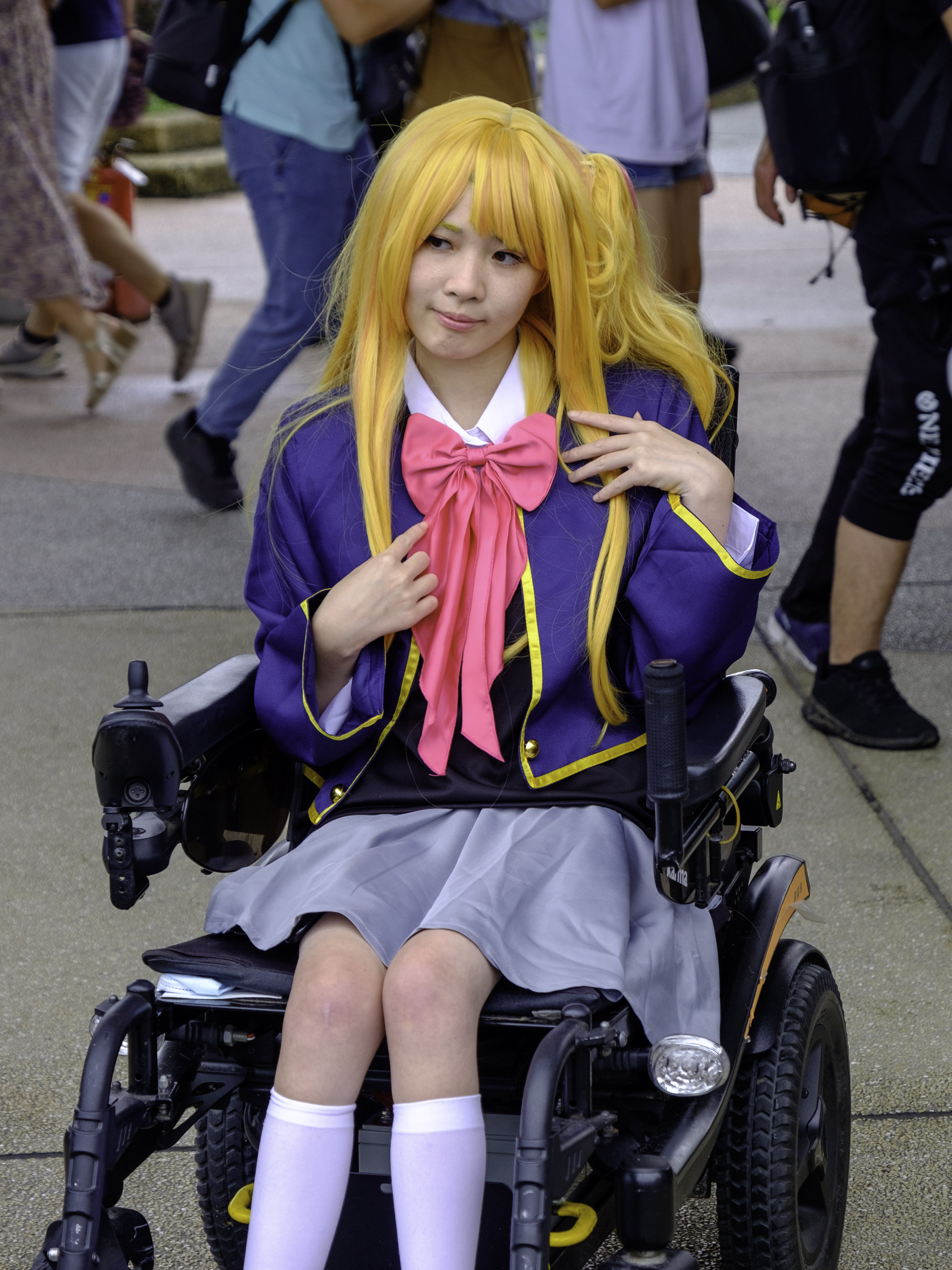
Costumade de Ruby Hoshino au Imagination Field 2 & Bring It On 10 par Sherry.

La sœur jumelle d'Aqua. Son nom de scène est "Ruby". Dans sa vie antérieure, elle se nommait Sarina Tendôji (天童寺 さりな, Tendōji Sarina) et était patiente dans l'hôpital où le protagoniste travaillait avant sa réincarnation. C'est une otaku des idoles qui admire Aï Hoshino. Elle avait 12 ans lorsqu'elle décéda d'astrocytome anaplasique.
Elle a une personnalité assez proche de sa mère Aï (du moins au début de l'œuvre) ; ayant une vision idéalisée et "pure" des idoles, cette vision sera remise en question à travers l'œuvre.
Elle s'oppose donc à la majorité des protagonistes du genre « idols » en raison de ces nombreuses remises en question.
Kana Arima (有馬 かな, Arima Kana)
Voix japonaise : Megumi Han , voix française : Kelly Marot, drama : Nanoka Hara

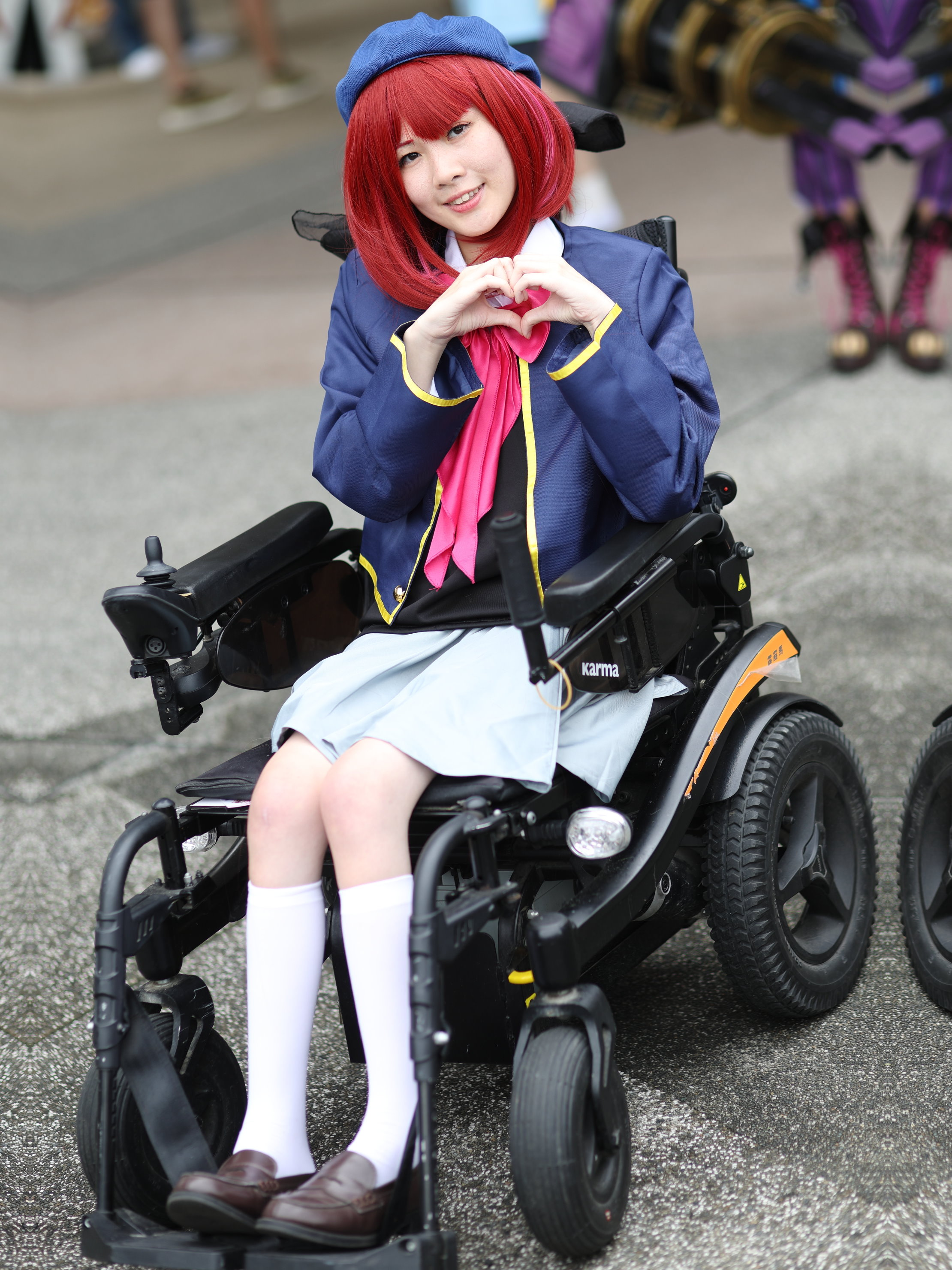
Costumade de Kana Arima au Imagination Field 2 & Bring It On 10 par Sherry.

Enfant star, la jeune Kana va rencontrer Aqua et se remettre en question. Cependant avec son entrée dans l'adolescence, elle perd une grande partie de ses contrats et son statut "exceptionnel". Cependant à travers de nombreux efforts elle va continuer à vivre de ses talents en enchainant les petits rôles dans des projets de piètre qualité.
À la suite de sa nouvelle rencontre avec Aqua elle rejoindra le monde des idoles. Personnage assez ambigu, Kana semble à la fois faire preuve d'une croyance en elle très forte mais se méconsidérant souvent.
Akane Kurokawa (黒川 あかね, Kurokawa Akane)
Voix japonaise : Manaka Iwami (ja), voix française : Clara Quilichini, drama :  Mizuki Kayashima
Actrice et étudiante en deuxième année de lycée. Elle est sérieuse et travailleuse. Elle a une faible estime de soi. Elle est le jeune As de la compagnie théâtrale «Lalalie», qui n'est composée que d'acteurs de premier ordre, et son sens du jeu est tel que même Arima respecte ses qualités en tant qu'actrice.
Elle commence la comédie par admiration pour Kana, et son réel talent va mener à ce que les deux personnages, ayant pourtant des jeux, des qualités et des parcours différents, soient comparés.

### Ichigo Production
Ichigo Saitô (斎藤 壱護, Saitō Ichigo)
Voix japonaise : Hisao Egawa, voix française : Martial Le Minoux
C'est le président d'Ichigo Prod et l'époux de Miyako Saitô. Il est aussi le responsable du recrutement d'Aï au sein de B Komachi en plus d'être son agent. Après la mort d'Aï il hérite de la garde de Ruby et d'Aqua mais ne pouvant supporter la mort de cette dernière il disparait et laisse sa femme s'occuper seul des jumeaux.
Miyako Saitô (斎藤 ミヤコ, Saitō Miyako)
Voix japonaise : Lynn, voix française : Laura Préjean
Elle est la femme d'Ichigo Saitô mais est aussi la mère adoptive d'Aqua et de Ruby après le décès de Ai. Elle dirige également Ichigo Production et essaie de maintenir l'entreprise à flot depuis la dissolution de B Komachi et la disparition d'Ichigo.
Memcho (MEMちょ)
Voix japonaise : Rumi Okubo (ja), voix française : Audrey Sablé, drama : Ano
Memcho est une star des réseaux sociaux qui a gagné de nombreux followers en mentant sur son âge. Elle participe à la téléréalité Ici commence l'amour déterminé. Aqua lui propose de rejoindre le nouveau groupe B Komachi. D'abord réticente en raison de son âge, elle accepte finalement pour pouvoir réaliser son rêve de devenir chanteuse.
Pieyon (ぴえヨン)
Voix japonaise : Taishi Murata (ja), voix française : Alexis Tomassian
Pieyon est un célèbre youtubeur sportif sous contract avec Ichigo Production. Étant également chorégraphe professionnel il entrainera aussi le nouveau groupe B Komachi.

### Industrie du divertissement

#### Célébrités et Artistes
Frill Shiranui (不知火 フリル, Shiranui Furiru)
Voix japonaise : Asami Seto, voix française : Anne-Charlotte Piau
Frill est une élève de seconde qui étudie dans la filière artistique du lycée Yôtô et elle est aussi une camarade de classe de Ruby. Elle est une artiste aux multiples talents, elle sait danser, chanter et jouer la comédie.
Melt Narushima (鳴嶋 メルト, Narushima Meruto)
Voix japonaise : Seiji Maeda (ja), voix française : Hugo Brunswick
C'est un mannequin et acteur affilié à Sonic Stage Productions. Melt était un comédien arrogant et inexpérimenté qui avait eu le premier rôle masculin dans la série adaptant en prise de vue réelle le manga Une vie plus douce, mais malgré son inexpérience il fut capable de livrer une performance solide pour la dernière scène de la série grâce aux provocation d'Aqua. Cette expérience l'assagit et l'a décidé à améliorer ses compétences d'acteur au point de lui permettre d'avoir un rôle dans l'adaptation théâtrale du manga Tokyo Blade.
Minami Kotobuki (寿 みなみ, Kotobuki Minami)
Voix japonaise : Hina Yōmiya, voix française : Valérie Bescht
Minami est une élève de seconde qui étudie dans la filière artistique du lycée Yôtô et elle est également une camarade de classe de Ruby et Frill. Dans l'industrie du show business elle travaille comme gravure idol.
Yuki Sumi (鷲見 ゆき, Sumi Yuki)
Voix japonaise : Saori Ōnishi (ja), voix française : Clara Soares
Yuki est un mannequin qui participa à la téléréalité Ici commence l'amour déterminé ou L'amour déter. Initialement elle a pensé qu'elle réussirait pas à percer dans l'émission mais finalement grâce à son caractère elle réussit à créer de la tension dramatique pour son personnage et à attirer l'attention du public sur elle.
Taiki Himekawa (姫川 大輝, Himekawa Taiki)
Voix japonaise : Koki Uchiyama, voix française : Bastien Bourlé
Himekawa est un acteur de théâtre talentueux et primé de la troupe Lalalie, il sera l'une des têtes d'affiche de l'adaptation théâtrale du manga Tokyo Blade.

#### Producteurs
Taishi Gotanda (五反田 泰志, Gotanda Taishi)
Voix japonaise : Yasuyuki Kase (ja), voix française : Boris Rehlinger
Taishi Gotanda est un réalisateur de film qui a repéré le talent d'Aqua et l'a convaincu de devenir acteur. Après la mort d'Aï, il prit ce dernier comme élève à sa demande.
Masaya Kaburagi (鏑木 勝也, Kaburagi Masaya)
Voix japonaise : Masaki Terasoma (ja), voix française : Julien Kramer
Kaburagi est un producteur affilié à la chaîne Dot TV!, il est aussi le producteur de la série adaptant le manga Une vie plus douce. Il semble également avoir eu des liens avec Aï par le passé.
Yoriko Kichijouji (吉祥寺 頼子, Kichijōji Yoriko)
Voix japonaise : Shizuka Itō, voix française : Marie Nonnenmacher
Elle est la mangaka à l'origine du manga Une vie plus douce et est le mentor d'Abiko. Yoriko fut également productrice de l'adaptation en série live de son manga dans lequel Kana a joué.
Abiko Samejima (鮫島 アビ子, Samejima Abiko)
Voix japonaise : Ayane Sakura, voix française : Maeva Méline
Elle est la mangaka à l'origine du célèbre manga Tokyo Blade, elle devient également productrice de son adaptation théâtrale après avoir exprimé son mécontentement sur l'évolution de ce dernier et de son script. Abiko fut également par le passé la disciple et l'assistante de Yoriko.

## Analyse de l'œuvre

### Inspiration et création de l'œuvre
Dans une interview, Aka Akasaka a déclaré que l'inspiration venait d'une blague qu'il avait eu avec un collègue de travail. Ce qui l'a motivé à en faire un manga tirée sur lorsqu'il a commencé à entendre des gens se plaindre de la qualité de l'adaptation en prise de vues réelles de Kaguya-sama. L'auteur déclare en interview avoir ajouté des éléments plus modernes au récit et qu'une partie des évènements s'inspirent de faits réels.
Dans une interview, il déclare que la plupart des personnages sont réalisés grossièrement avant d'être confiés à la personne chargée des storyboards.

## Manga

Logo de la version française du manga.

Oshi no ko est une série de mangas scénarisée par Aka Akasaka et dessinée par Mengo Yokoyari. Le manga débute sa prépublication dans le 21e numéro de l'année 2020 du magazine Weekly Young Jump de l'éditeur Shūeisha paru le 23 avril 2020 et prend fin le 14 novembre 2024. L'éditeur Shūeisha publie les chapitres du manga en volumes tankōbon, avec un premier tome sorti le 17 juillet 2020. Seize volumes sont parus au Japon dont le dernier volume le 18 décembre 2024,.
La version française, traduite par Pierre Giner, est publiée par l'éditeur Kurokawa, avec un premier volume sorti le 13 janvier 2022. La série est également publiée à Taïwan par Chingwin Publishing Group (ja), en Indonésie par M&C! (id), en Thaïlande par Luckpim, en Allemagne par Altaverse, en Italie par Edizioni BD, en Espagne et en Argentine par Editorial Ivrea (es), et en Pologne par Studio JG.
Un autre manga nommé Oshi no Ko: Futari no Etude (【推しの子】 ～ふたりのエチュード～). Il sort le 18 décembre 2024,.

## Anime

Logo original de l’adaptation anime.

Une adaptation de la série en anime produite par le studio Doga Kobo est annoncée en juin 2022. Daisuke Hiramaki occupe le poste de réalisateur et Chao Nekotomi celui de réalisateur assistant. Jin Tanaka est à la structure scénaristique et Kanna Hirayama character designer,. La série est diffusée du 12 avril au 28 juin 2023 sur Tokyo MX et d'autres chaînes. Le premier épisode de 90 minutes a également été diffusé en avant-première au Japon le 17 mars 2023,,.
Yoasobi interprète le générique de début intitulé Idol (アイドル), tandis que Queen Bee interprète le générique de fin intitulé Mephisto (ja) (メフィスト),.
En France, la série est disponible en streaming sur Animation Digital Network,. La plateforme diffuse également une version doublée en français de la série réalisée par le studio de doublage Time-Line Factory, sous la direction artistique de Jessie Lambotte, avec des dialogues adaptés par Maxime Place et Ophelie De San Bartholome.
Lors de la diffusion du dernier épisode de la première saison, le 28 juin 2023, une deuxième saison est annoncée. Elle est diffusée du 3 juillet, au 6 octobre 2024.
GEMN interprète le générique de début de la saison 2 intitulé Fatal (ファタール, Fatāru) tandis que Hitsujibungaku interprète le générique de fin intitulé Burning.
Lors de la diffusion du dernier épisode de la deuxième saison, le 6 octobre 2024, une troisième saison est annoncée.

### Chansons
- Génériques saison 1 :
  - Opening : "Idol" (アイドル) de YOASOBI
  - Ending : "Mephisto" (メフィスト) de Queen Bee

- Insert songs saison 1 :
  - "STAR☆T☆RAIN -Ai Solo Ver-" de Ai Hoshino (Rie Takahashi) (ép 1)
  - "HEART's♡KISS -Ai Solo Ver-" de Ai Hoshino (Rie Takahashi) (ép 1)
  - "Sign wa B -Ai Solo Ver-" (サインはB -アイ Solo Ver.-) de Ai Hoshino (Rie Takahashi) (ép 1)
  - "Pieyon Boot Dance" (ぴえヨンブートダンス) de Pieyon (Taishi Murata) (ép 5)
  - "Piment Taisou" (ピーマン体操) de Kana Arima (Megumi Han) (ép 9)
  - "Full moon...!" de Kana Arima (Megumi Han) (ép 9)
  - "Sign wa B -New Arrange Ver-" (サインはB -New Arrange Ver.-) de B-Komachi (Yurie Igoma, Megumi Han, Rumi Ōkubo) (éps 10-11)
  - "STAR☆T☆RAIN -New Arrange Ver-" de B-Komachi (Yurie Igoma, Megumi Han, Rumi Ōkubo) (ép 11)

- Génériques saison 2 :
  - Opening : "Fatal" (ファタール) de GEMN
  - Ending : "Burning" de Hitsujibungaku

- Insert songs saison 2 :
  - "POP IN 2" de B-Komachi (Yurie Igoma, Megumi Han, Rumi Ōkubo) (ép 12-13)

## Série en live-action
En janvier 2024, une adaptation en prise de vues réelles drama de la série Oshi no ko est annoncée, distribuée exclusivement dans le monde entier par Amazon Prime Video à partir du 28 novembre. Une adaptation cinématographique en direct distribuée par Toei est également annoncée,.

## Light novel
Au Japon, un light novel est sorti le 17 novembre 2023, en même temps que le tome 13 du manga.

## Jeu vidéo
Un jeu vidéo de réflexion est annoncé le 2 février 2025.

## Réception

### Manga
En avril 2021, plus d'un million de copies d'Oshi no ko étaient en circulation,. En février 2022, il y avait plus de 3 millions d'exemplaires en circulation. En mars 2023, c'est plus de 5 millions d'exemplaires qui en sont en circulation. En mai 2023, le manga avait plus de 8 millions d'exemplaires en circulation. En juin 2023, plus de 12 millions d'exemplaires dOshi no ko sont en circulation.
La série s'est classée quatrième sur les «bandes dessinées recommandées par les employés de la librairie nationale du Japon de 2021». Oshi no ko est classé 11ème dans le Kono Manga ga Sugoi!, liste des meilleurs mangas de 2021 pour les lecteurs masculins, et septième sur la liste de 2022. Le manga a été nommé pour le 14e Manga Taishō en 2021, il termine 5e avec 59 points,; il a été nommé pour la 15e édition en 2022 et s'est classé huitième avec 49 points,.
La série s'est classée 13e sur la liste "Livre de l'année" 2021 du magazine Da Vinci; elle s'est classée 25e sur la liste de l'année 2022,. En août 2021, Oshi no ko remporte le Next Manga Awards 2021 dans la catégorie manga papier. Le manga a été nommé pour le 67e Prix Shōgakukan dans la catégorie générale en 2021, et pour le 26e Prix culturel Osamu-Tezuka en 2022. Il a également été nommé pour le 46e prix du manga Kōdansha dans la catégorie générale en 2022.

### Anime
La première de l'anime a été signalée par HIDIVE comme la première la plus réussie de l'histoire du service de streaming en termes de nombre total de téléspectateurs, de nouveaux abonnés et d'inscriptions à des essais gratuits.
L'indicatif musical d'ouverture de Yoasobi intitulé Idol a atteint un total de 100 millions de vues de flux et de vidéos dans le monde sur Spotify et YouTube dans les deux semaines suivant la sortie de l'anime.
Le sixième épisode de l'anime, qui dépeint le personnage Akane Kurokawa devenant une cible de cyberintimidation et tentant ensuite de se suicider après avoir joué dans un épisode controversé d'une émission de télé-réalité, a été noté par les critiques pour ses parallèles avec le cas réel similaire du suicide, d'Hana Kimura, une lutteuse professionnelle japonaise. Ni Akasaka ni l'équipe de production de l'anime n'ont commenté la similitude et certains téléspectateurs ont commenté que les chapitres du manga sur lesquels l'épisode a été basé étaient planifiés avant le décès d'Hana Kimura, ce qui rend les parallèles coïncidents. Néanmoins, Kyoko Kimura, la mère d'Hana Kimura, a critiqué l'épisode pour la similitude, affirmant qu'elle n'approuvait pas que le cas « soit utilisé comme source gratuite » par les scénaristes de l'anime. Kimura a en outre déclaré qu'elle estimait que le sujet était décrit sans tenir compte des victimes réelles de cyberintimidation. Le concédant de la licence de l'anime au pays anglophones, Sentai Filmworks, a ajouté un message d'avertissement à la fin de l'épisode fournissant le numéro de téléphone de l'hotline nationale de prévention du suicide.

#### Controverse
Certains critiques notent un parallèle entre la tentative de suicide du personnage d’Akane Kurokawa avec le suicide de Hana Kimura.

#### Récompenses
| Année | Récompense                             | Catégorie                                              | Pour       | Résultat  | Références |
| ----- | -------------------------------------- | ------------------------------------------------------ | ---------- | --------- | ---------- |
| 2023  | 2023 MTV Video Music Awards Japan (en) | MTV Video Music Award Japan for Video of the Year (en) | Idol       | Nommée    | [ 66 ]     |
| 2023  | 2023 MTV Video Music Awards Japan (en) | Meilleure animation                                    | Idol       | Vainqueur | [ 67 ]     |
| 2023  | 2023 MTV Video Music Awards Japan (en) | Chanson de l'année                                     | Idol       | Vainqueur | [ 67 ]     |
| 2023  | Newtype anime award                    | Meilleur caractère                                     | Ai Hoshino | 5e place  | [ 68 ]     |